# Myrcia subcordifolia
Myrcia subcordifolia är en myrtenväxtart som beskrevs av Bruce K. Holst och Maria Lucia Kawasaki. Myrcia subcordifolia ingår i släktet Myrcia och familjen myrtenväxter.
Artens utbredningsområde är Ecuador. Inga underarter finns listade i Catalogue of Life.